# اندیس چای تلوار
چای تالوار یک اندیس فلزی است که در حوالی شهر میانه استان آذربایجان شرقی قرار دارد و مادهٔ معدنی موجود در آن، منگنز است.  